# Садерланд (Небраска)
Садерланд (енгл. Sutherland) град је у америчкој савезној држави Небраска.

## Демографија
По попису из 2010. године број становника је 1.286, што је 157 (13,9%) становника више него 2000. године.
| Група             | 2000.         | 2010.         |
| Белци             | 1.066 (94,4%) | 1.208 (93,9%) |
| Афроамериканци    | 1 (0,1%)      | 0 (0,0%)      |
| Азијати           | 0 (0,0%)      | 2 (0,2%)      |
| Хиспаноамериканци | 57 (5,0%)     | 64 (5,0%)     |
| Укупно            | 1.129         | 1.286         |